# Phyllocolpa bozemani
Phyllocolpa bozemani är en stekelart som först beskrevs av Cooley.  Phyllocolpa bozemani ingår i släktet Phyllocolpa och familjen bladsteklar. Inga underarter finns listade i Catalogue of Life.